# Greg Raposo
Gregory Frank Raposo, detto Greg (New York, 3 maggio 1985), è un cantautore e attore statunitense.

## Giovinezza
Gregory Frank Raposo nacque a New York il 3 maggio 1985 da Maryann ed Octavio Raposo.
Quando Greg aveva solo due anni, iniziò a sviluppare interesse nei confronti della chitarra. Quando Greg aveva sei anni, sua madre, stanca di dover comprare continuamente chitarre giocattolo che il piccolo rompeva di continuo, gli acquistò una vera chitarra e lo iscrisse a lezioni private.
Nel novembre 2003, Greg compì la sua prima tournée nazionale con Stevie Brock per il RadioDisney Jingle Jam Tour. La tournée si svolse in 19 città degli Stati Uniti d'America e l'audience media fu di circa 2 000 persone per spettacolo.

## Filmografia
- Side Streets (1998)
- The Biggest Fan (2002)
- Return to Sleepaway Camp, regia di Robert Hiltzik (2008)
- Destination Fame (2012) Uscito in home video